# یانیس واسیلیس
یانیس واسیلیس (متولد شده با نام ابراهیم یایلالی ) ابر ملی‌گرای سابق ترک است که هم‌اکنون صلح طلب، فعال ترک تبار یونانی است و از میراث یونانی‌ها در ترکیه حمایت و دفاع می‌کند. وی که به ملی‌گرایی ترک متقاعد شده بود، در سال ۱۹۹۴ برای مبارزه با شورشیان کرد به ارتش ترکیه پیوست. زمانی که به اسارت گرفته شد، خانواده وی درخواست کمک دولتی کردند که به دلیل یونانی بودن وی درخواست رد شد. در سال ۲۰۱۳، او نام خود را به یانیس واسیلیس تغییر داد.
وی در ۲۲ آوریل ۲۰۱۷، به خاطر بزرگداشت آنلاین نسل‌کشی یونانی‌ها و ارمنی‌ها در اوایل سده بیستم همان روز دستگیر شد.<ref name="auto">
سه اتهام مطرح شده علیه وی به دلیل «توهین به رئیس جمهور»، «تحریک مردم برای نافرمانی از قوانین» و «گسترش تبلیغات برای یک سازمان تروریستی» بود. یایلالی یکی از فعالان مشهور در یونانیان پنهان بوده‌است، و ترکها را تشویق به پیوند و احیای دوباره خود با میراث یونانی می‌کند. او در سال ۲۰۱۸ از زندان آزاد شد.